# Rum (fysik)
Rum eller rymd är begrepp i fysik med omtvistad definition. Diverse koncept som har använts för att försöka definiera rummet har inkluderat:
- strukturen definierad av mängden "spatiala relationer" mellan objekt
- en mångfald definierad av ett koordinatsystem där ett objekt kan lokaliseras.
- en entitet som hindrar objekt i universum från att röra vid varandra.

I klassisk fysik är rummet ett spatialt tredimensionellt euklidiskt rum där varje position kan beskrivas genom tre koordinater. Ett utrymme med bara en dimension kallas linje, med två dimensioner kallas det plan och med tre dimensioner kallas det rum. Relativistisk fysik studerar rumtid snarare än rum; rumtid behandlas som en fyrdimensionell mångfald.
Filosofiska frågor om rummet inkluderar: Är rummet absolut eller helt och hållet relativt? Har rummet en korrekt geometri eller är rummets geometri bara en konvention? Historiskt högt ansedda personer som har tagit ställning i dessa debatter inkluderar Isaac Newton (rum är absolut), Gottfried Leibniz (rum är relativt) och Henri Poincaré (spatiell geometri är en konvention).
Två viktiga tankeexperiment förenade med dessa frågor är: Newtons hinkresonemang och Poincarés skivvärld.